# Götterdämmerung (Album)
Götterdämmerung ist ein Tributealbum an die Berliner Punkrockband Die Ärzte, das 1997 auf Initiative des Ärzte-Fanklubs entstand und veröffentlicht wurde. Es erschien auf dem Musiklabel Intercord und stellt einen breiten Querschnitt des musikalischen Werks der Ärzte dar.

## Entstehungsgeschichte
Die dahinter stehende Idee war, ein „Tributalbum zu machen, aber diesmal mit richtigen Bands“. Bereits 1995 hatte es einen vom Fanclub „Spackenfront“ organisierten Versuch gegeben, ein Tributalbum aufzunehmen. Dieser hatte zu diesem Zweck seine Mitglieder aufgefordert, Lieder der Ärzte zu covern. Daraus entstand der Kassetten-Sampler Die Ärzte-Fans zerfetzen Punkrockperlen, von dem etwa 100 Stück produziert wurden.
Im Herbst 1996 kam dem damaligen Fanklubleiter Roman Hottgenroth die Idee, eine ernst gemeinte Fortsetzung davon zu produzieren, was gemeinsam mit Markus Karg, dem Herausgeber des Fanzines Der Spacken und Autor der offiziellen Biografie der Ärzte, Ein überdimensionales Meerschwein frisst die Erde auf, in die Tat umgesetzt wurde.
Ursprünglich sollte der Sampler nur in einer kleinen Auflage von 1.000 Stück erscheinen und Fanclubmitgliedern vorbehalten sein. Schon bei den Anfragen durch Karg und Hottgenroth ging es mehr um den Spaß an der Sache als um kommerzielle Aspekte, da weder Gagen noch Studiokosten vom Fanclub hätten getragen werden können. Daher wurden auch zu Beginn nur Bands gefragt, die aller Voraussicht nach freiwillig mitmachen würden, da sie zum Beispiel schon im Vorprogramm der Ärzte aufgetreten waren. Die ersten Bands, die gefragt wurden, waren daher WIZO, die Terrorgruppe, Prollhead und The Chainsaw Hollies, bei denen Atze Ludwig, einer der engsten Freunde von Bela B, Mitglied war.
Als bekannt wurde, dass dieses Projekt größere Kreise ziehen würde als zunächst angenommen, schaltete sich das von Uwe Hoffmann, Ärzte-Merchandiser und Deutschrock-GmbH-Gründer Jens „Yentz“ Köhler und Farin Urlaub gegründete Independent-Label Gringo Records ein und übernahm die Finanzierung. Gringo wiederum bekam dadurch einen Vertriebsdeal bei Intercord.
Das Album erschien im Oktober 1997. Dies wurde in der „Großen Freiheit“ in Hamburg gefeiert, bei der viele der beteiligten Bands, zum Teil unterstützt von Bela B. und Rod, auftraten.

## Das Cover
Auf dem Cover des Albums sind die Mitglieder der Ärzte zu sehen, nur mit Lendenschurz bekleidet und gekreuzigt, womit neben dem Titel auch das Cover einen religiösen Beiklang erhielt. Das Foto entstand in der Nähe von Hildesheim und wurde von Olaf Heine geschossen.
Das Booklet besteht lediglich aus drei Nahaufnahmen der mit Dornenkronen bestückten „Götter“ sowie den Angaben über die gecoverten Tracks, Aufnahmeorten, beteiligten Künstler und Produzenten sowie den Urhebern der „Originalsongs“.

## Titelliste

### CD 1
| Nr. | Titel                                   | Interpret                       | Länge | Text/Musik (im Original)            | Produzent/Studio                                              |
| --- | --------------------------------------- | ------------------------------- | ----- | ----------------------------------- | ------------------------------------------------------------- |
| 1   | Intro                                   | Joey DeMaio (Manowar)           | 00:16 |                                     |                                                               |
| 2   | Mach die Augen zu                       | Terrorgruppe                    | 03:13 | Urlaub                              | Uwe Hoffmann/-                                                |
| 3   | Zu spät                                 | Mr. Ed Jumps the Gun            | 02:57 | Urlaub                              | Ralf Goldkind & Mr Ed.../Vielklang Studio, Berlin             |
| 4   | Sweet Sweet Gwendoline                  | The Butlers                     | 02:51 | Urlaub                              | Olaf Wilms & Rolf Wölter/Interzone Studio, Berlin             |
| 5   | Madonnas Dickdarm                       | Die Fantastischen Vier          | 02:30 | Felsenheimer/Urlaub/Liebing         | And.Y & Hausmarke                                             |
| 6   | Elke                                    | Sodom feat. Alex Kraft          | 03:17 | Urlaub                              | Tom Angelripper                                               |
| 7   | Mysteryland                             | Stimpy                          | 02:46 | Felsenheimer                        | Ronnie/Alien Studio, Hamburg                                  |
| 8   | Wie ein Kind                            | The Travelling Suurbiers        | 03:44 | Runge/Wahler                        | Gördi/Preussen Tonstudio, Berlin                              |
| 9   | Mit dem Schwert nach Polen, warum René? | Lemonbabies                     | 05:02 | Felsenheimer, González/Felsenheimer | Pattino & Lemonbabies / Audio Studio, Berlin                  |
| 10  | Anneliese Schmidt                       | WIZO                            | 03:21 | Urlaub                              | Axel Kurth & Nico Berthold / Magic Mushroom Studio, Pirmasens |
| 11  | Radio brennt                            | Prollhead                       | 04:30 | Urlaub, Felsenheimer/Urlaub         | Ronnie Henseler / Alien Soundtrash, Hamburg                   |
| 12  | Mein Baby war beim Frisör               | Heinz Strunk                    | 02:12 | Urlaub                              | Heinz Strunk                                                  |
| 13  | Für immer                               | The Incredible Hagen feat. Anya | 03:10 | Urlaub                              | Sven Haeusler / Studio 2000, Berlin                           |
| 14  | Quark                                   | Wiglaf Droste & Dziuks Küche    | 03:47 | Urlaub                              | Milo / P-Pack Studio, Berlin                                  |
| 15  | 30-Jahre-Bauch (3-Tage-Bart)            | Fluchtweg                       | 02:14 | Urlaub                              | Franzi Teutler                                                |
| 16  | Wie am ersten Tag                       | Church of Confidence            | 02:42 | Urlaub                              | Rodrigo González                                              |
| 17  | Alleine in der Nacht                    | La Cry                          | 02:25 | Felsenheimer                        | Yenz Voigt                                                    |
| 18  | Teenager Liebe                          | Der wahre Heino                 | 03:23 | Urlaub                              | Gördi Gerhardt                                                |
| 19  | Der Allerschürfste (Die Allerschürfste) | Lucilectric                     | 02:55 | Urlaub                              | Luci van Org & Ralf Goldkind                                  |

### CD 2
| Nr. | Titel                                  | Interpret                   | Länge | Text/Musik (im Original) | Produzent/Studio                                                   |
| --- | -------------------------------------- | --------------------------- | ----- | ------------------------ | ------------------------------------------------------------------ |
| 1   | (Von wegen) Westerland                 | FC St. Pauli feat. Witte XP | 03:40 | Urlaub                   | Uwe Hoffmann & Martin Witte / Impuls Recording Studio, Hamburg     |
| 2   | Ich weiß nicht, (ob es Liebe ist...)   | Armageddon Dildos           | 03:07 | Urlaub                   | M.Black/Skyline Studio, Düsseldorf                                 |
| 3   | Du willst mich küssen (Spezialversion) | Die Kassierer               | 02:33 | Urlaub                   | Die Kassierer                                                      |
| 4   | Bitte, bitte                           | Schweisser                  | 03:46 | Urlaub                   | Ralf Weigand / Plan1 – Studio, München                             |
| 5   | Meine Ex(plodierte Freundin)           | The Inchtabokatables        | 03:07 | Urlaub                   | The Voodoo/Tonwerk Studio, Berlin                                  |
| 6   | Der lustige Astronaut                  | Fury in the Slaughterhouse  | 03:36 | Urlaub                   | Paul Grau & F.i.t.S. / Heartbeat Studio, Köln                      |
| 7   | „Was hat der Junge doch für Nerven“    | Fettes Brot                 | 04:18 | Urlaub                   | Dougie & Fettes Brot & Mario von Hacht / Container Studio, Hamburg |
| 8   | Rod loves you (Rod is cummin´- Mix)    | P-Pack feat.CPS             | 04:09 | González, Felsenheimer   | Milo / Bruder P-Pack Studio, Berlin                                |
| 9   | No future (ohne neue Haarfrisur)       | MC Lüde & Frank Z.          | 03:51 | Urlaub                   | Rodrigo González                                                   |
| 10  | Cry for love (Schrei nach Liebe)       | The Chainsaw Hollies        | 04:05 | Urlaub, Felsenheimer     | Atze Ludwig & Siggi Bemm / Woodhouse Studio, Hagen                 |
| 11  | Lieber Tee                             | Bronx Boys                  | 05:11 | Urlaub                   | Bronx Boys & Witte                                                 |
| 12  | El Cattivo                             | Mad Sin                     | 04:15 | Urlaub                   | Mourad Köfte Calvies / Impuls Recording Studio, Hamburg            |
| 13  | Hurra                                  | Pankow                      | 03:52 | Urlaub                   | Pankow                                                             |
| 14  | Am Ende meines Körpers                 | Pothead                     | 02:29 | Urlaub                   | Pothead/Orangehouse, Berlin                                        |
| 15  | Schunder-Song                          | Die kleine Tierschau        | 03:12 | Urlaub                   | Ralf Schübel / AD1, Stuttgart                                      |

## Rezeption
Michael Rensen beschreibt das Tributealbum in der 126. Ausgabe des Magazins Rock Hard als eine Enttäuschung. Die eingespielten Titel der Bands seien kraft- und ideenlos und insgesamt sei das Album nicht zu empfehlen.